# Jindřich Kaan von Albest

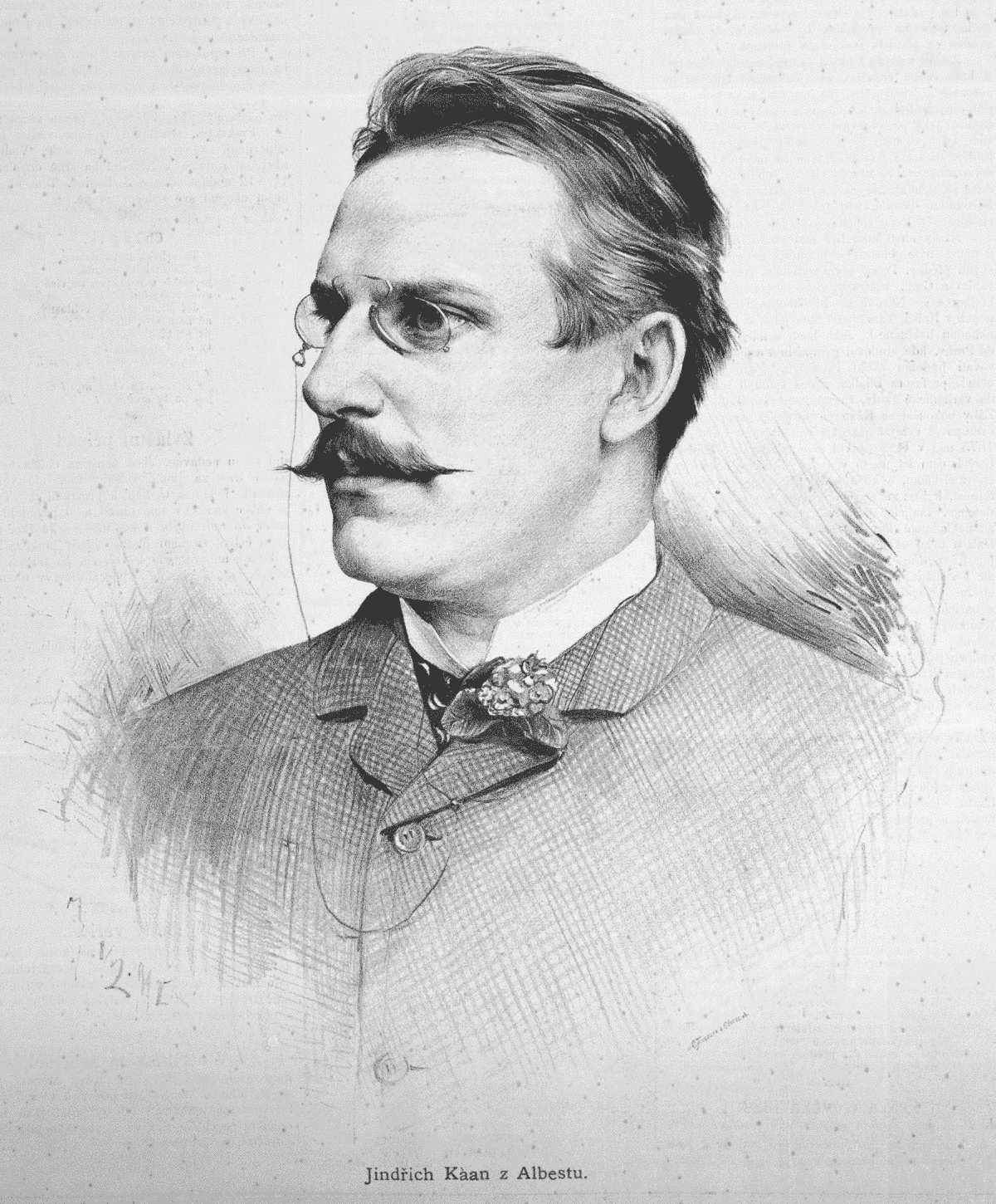
Jindřich Kaan von Albest

Jindřich Kaan von Albest, född 29 maj 1852 i Ternopil, död 7 mars 1926 i Roudná, Böhmen, var en galizisk musiker. 
Kaan von Albest utbildades som pianist i Prag under Vilém Blodek och František Zdeněk Skuherský och 1884 i London under Antonín Dvořák. Han blev 1889 professor vid musikkonservatoriet i Prag och var 1907–18 dess föreståndare. Han skrev åtskillig piano- och annan instrumentalmusik, men blev särskilt känd för några (historiska) nationalböhmiska baletter och pantomimer.